# Малый Кисляй
Малый Кисляй — посёлок в Бутурлиновском районе Воронежской области России.
Входит в состав Нижнекисляйского городского поселения.

## География

### Улицы
- ул. Гончарова,
- ул. Малый Кисляй.

## Население
| 2010 |
| ---- |
| 325  |